# Eli Terry
Eli Terry Sr. (13 tháng 4 năm 1772 - 24 tháng 2 năm 1852) là một nhà phát minh và chế tạo đồng hồ ở Connecticut. Ông đã nhận được bằng sáng chế của Hoa Kỳ cho một cơ chế đồng hồ có giá. Ông đã đưa vào sản xuất hàng loạt nghệ thuật chế tác đồng hồ, giúp đồng hồ có giá cả phải chăng đối với người dân Mỹ bình thường. Terry chiếm một vị trí quan trọng trong việc đặt nền móng của sự phát triển sản xuất các bộ phận có thể thay thế cho nhau. Terry được coi là người đầu tiên trong lịch sử Hoa Kỳ thực sự hoàn thành các bộ phận có thể hoán đổi cho nhau mà không cần sự tài trợ của chính phủ. Terry trở thành một trong những thợ máy thành công nhất ở New England trong những năm đầu của thế kỷ XIX. Ngôi làng Terryville, Connecticut được đặt tên cho con trai ông, Eli Terry Jr.

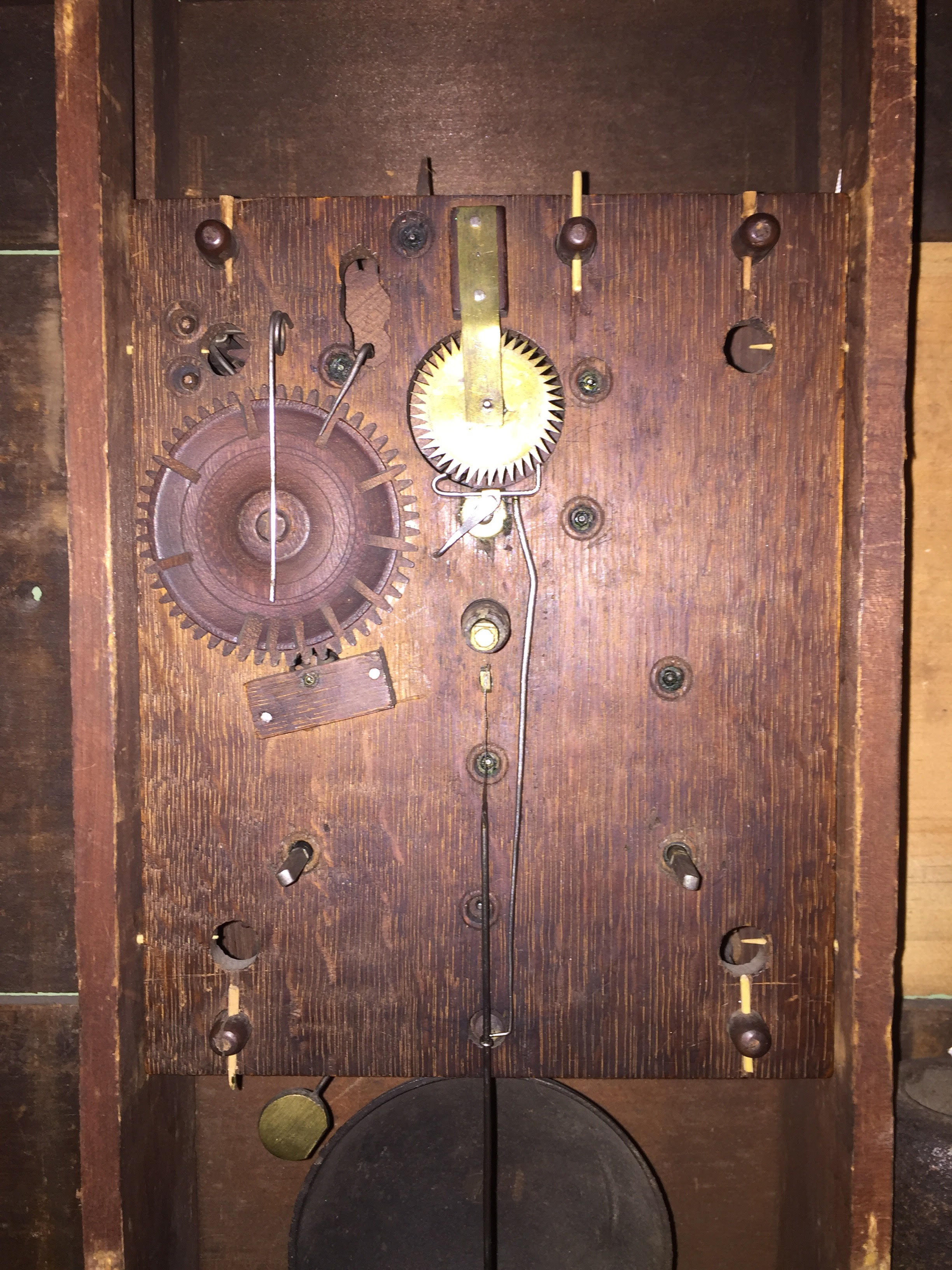
Bộ chuyển động đồng hồ trên kệ bánh răng bằng gỗ do Eli Terry chế tạo năm 1825

## Gia đình
Eli Terry là con của Samuel và Huldah Burnham, ông sinh ra tại East Windsor. Vợ ông là Eunice Warner (Kết hôn ngày 12 tháng 3 năm 1795) và họ có một số người con bao gồm: Anne (sinh năm 1796), Eli (sinh năm 1799), Henry (sinh năm 1801), James (sinh năm 1803), Silas Burnham (sinh năm 1807) , Sarah Warner (sinh năm 1809), Huldah (sinh năm 1811) và George (sinh năm 1815). Sau cái chết của Eunice Warner năm 1839, ông tái hôn với Harriet A. Terry, và họ có hai con, một tên là Stephen.

## Di sản
Trường tiểu học Eli Terry, nằm cách ngôi nhà thời thơ ấu của Terry ở South Windsor, Connecticut chỉ vài dặm, được đặt theo tên của hãng đồng hồ. Chân dung của ông được vẽ trên một tấm biển ở lối vào của trường.